# Telodorcus wickhami
Telodorcus wickhami is een keversoort uit de familie vliegende herten (Lucanidae). De wetenschappelijke naam van de soort werd in 1894 als Eurytrachelus wickhami gepubliceerd door Charles Owen Waterhouse.